# 金承琉
金承琉，朝鮮王朝人物。
根據《順天金氏大同譜》記載，金承琉本貫為順天金氏，是金宗瑞第三子，嫡出。他擔任過承政院注書之職。1453年，發生癸酉靖難，父親金宗瑞以及兩個兄長金承珪、金承璧都被殺。金承琉棄官逃往南漢山隱居。其妻為驪興閔氏，子金孝達。孝達娶河南程氏，生金錫勻、金錫麟。不過，金承琉的名字在《朝鮮王朝實錄》等正史中並無任何記載。
2011年，韓國KBS播出《公主的男人》中，金承琉由朴施厚扮演。不過該劇中金承琉與公主李世姈戀愛是虛構的故事，是根據朝鮮王朝末期《錦溪筆談》中的一則故事改編而成的。

## 家族
- 曾祖父：金台泳
- 祖父：金錘
- 父親：金宗瑞
  - 長兄：金承珪
    - 侄：金祖同
    - 侄：金壽同

  - 次兄：金承璧
    - 侄：金仲男

- 妻：驪興閔氏
  - 子：金孝達
  - 兒媳：河南程氏
    - 長孫：金錫勻
    - 次孫：金錫麟

## 腳註
1. ↑  순천김씨대동보 順天金氏大同譜
2. ↑  徐有英，《錦溪筆談》，高宗10年